# Клуб тринадцати
Клуб тринадцати (порт. Clube dos Treze, Clube dos 13) — организация, призванная представлять интересы 20 крупнейших футбольных клубов Бразилии. Вела переговоры с радио и телекомпаниями по вопросам продажи прав на трансляции таких турниров, как чемпионат Бразилии. Также «Клуб тринадцати» имел право голоса в связях с КБФ по вопросам формата проведения бразильских клубных турниров. Головной офис располагался в Порту-Алегри, однако это было сделано, в первую очередь, в формальных целях для участия в качестве юридического лица в разнообразных судебных процессах.
«Клуб тринадцати» был образован 11 июля 1987 года тринадцатью традиционно сильнейшими и самыми популярными и титулованными клубами Бразилии. К 2000-м годам число членов клуба возросло до 20, однако первоначальное название сохранилось. В 2011 году, после несогласия с условиями коллективного соглашения с телекомпаниями на трансляции трёх будущих чемпионатов Бразилии, «Клуб тринадцати» фактически прекратил существование, поскольку практически все клубы приняли решение вести переговоры и защищать свои интересы в индивидуальном порядке.
«Клуб тринадцати» организовал два турнира, которые фактически являлись полноценными чемпионатами Бразилии: в 1987 году это был «Copa União» (чемпион — «Фламенго», турнир официально в качестве чемпионата Бразилии не признан), и в 2000 году — Кубок Жоао Авеланжа (чемпион — «Васко да Гама» — полноценно признанный чемпион Бразилии 2000 года).

## Copa União 1987
В 1987 году, после создания «Клуба тринадцати», все члены этой организации бойкотировали проведение официального чемпионата под эгидой КБФ. Они мотивировали это тем, что КБФ, в угоду политическим целям, излишне расширяет список участников Серии А. Также немаловажной была и финансовая сторона вопроса — ведущие клубы хотели сами контролировать поступающие средства от продажи прав на трансляции матчей и от спонсоров, без КБФ. Разумеется, со спортивной точки зрения турнир под эгидой Клуба тринадцати 1987 года, к участию в котором также были приглашены «Гояс», «Коритиба» и «Санта-Круз», на голову превосходил официальный турнир КБФ, где остались крохи от элиты бразильского клубного футбола. Как бы то ни было, КБФ не признала результатов Copa União и от Бразилии в Кубке Либертадорес 1988 выступили чемпион и вице-чемпион «Спорт Ресифи» и «Гуарани». Явно же более сильные «Фламенго» и «Интернасьонал» в Кубке Либертадорес участия не приняли.
Решением Федерального верховного суда от 16 марта 2018 года было признано, что единственным чемпионом страны в 1987 году был «Спорт Ресифи».

## Кубок Жоао Авеланжа 2000
В 2000 году чемпионат Бразилии был сорван из-за протеста команды «Гама» по поводу её исключения из Серии А на этот сезон. Клуб тринадцати организовал грандиозный Кубок Жоао Авеланжа, названный в честь бывшего президента ФИФА. На этот раз результаты турнира были полностью признаны КБФ и победитель этого Кубка считается в Бразилии полноправным чемпионом страны. 114 команд были разбиты на 4 модуля согласно силе клубов: голубой, жёлтый, зелёный и белый (помимо прочего, это цвета бразильского флага). 12 клубов от элитарного голубого модуля, 3 клуба от жёлтого и один от зелёного и белого составили участников 1/8 финала Кубка. Затем по олимпийской системе был выявлен чемпион. В финале «Васко да Гама» с легендарным Ромарио в составе без труда обыграл клуб «Сан-Каэтано», который, не сорвись чемпионат страны, должен был участвовать в Серии C.

## Прекращение деятельности
23 февраля 2011 года «Коринтианс» выразил несогласие с тем, как «Клуб тринадцати» вёл переговоры о правах на трансляцию чемпионата Бразилии 2012, 2013 и 2014 годов с различными СМИ. По этой причине «тиман» объявил о том, что впоследствии будет напрямую вести подобные переговоры, без посредничества «Клуба тринадцати». 23 марта по тому же пути пошёл «Ботафого». Незадолго до «Коринтианса» о выходе из «Клуба тринадцати» объявили «Фламенго», «Флуминенсе» и «Васко да Гама», они также объявили о желании вести переговоры с телекомпаниями напрямую. Позицию коллег поддержали «Коритиба», «Крузейро», а к концу марта — «Витория», «Сантос», «Гояс», «Спорт Ресифи» и «Баия». «Клуб тринадцати» как организация фактически перестала существовать.

## Члены Клуба тринадцати

### Основатели
- Коринтианс
- Палмейрас
- Сан-Паулу
- Сантос
- Ботафого
- Васко да Гама
- Фламенго
- Флуминенсе
- Гремио
- Интернасьонал
- Атлетико Минейро
- Крузейро
- Баия

### Новые члены
- Атлетико Паранаэнсе
- Витория Салвадор
- Гояс
- Гуарани Кампинас
- Коритиба
- Португеза Деспортос
- Спорт Ресифи